# 27311 Shannongonzales
27311 Shannongonzales è un asteroide della fascia principale. Scoperto nel 2000, presenta un'orbita caratterizzata da un semiasse maggiore pari a 2,5967824 au e da un'eccentricità di 0,1179256, inclinata di 14,19328° rispetto all'eclittica.
L'asteroide è dedicato alla statunitense Shannon Gonzale, amministratrice presso l'osservatorio Lowell.